# Маркос Алонсо (футболист, 1959)
Маркос Алонсо Пеня (на испански: Marcos Alonso Peña) (01.10.1959 - 09.02.2023), известен като Маркос Алонсо, е испански професионален футболист, нападател. Играл за Барселона, Атлетико (Мадрид) и Испания. След завършване на кариерата си, става треньор, като тренира редица известни испански тимове. Син на Марко Алонсо Имас и баща на Марко Алонсо Мендоса.

## Клубна кариера

### Реал Мадрид
Алонсо е възпитаник на „Реал Мадрид“, в професионалния футбол дебютира за „Расинг Сантандер“ през 1977 година, а след две години се оказва в мадридския „Атлетико“. През 1982 преинава в „Барселона“, за която играе в протежение на 5 сезона, които стават най-добрите в кариерата му. През тези години успява да спечели всички основни испански трофеи и достига до финала Купата на европейските шампиони. След „Барселона“ се завръща в „Атлетико Мадрид“, но кариерата му вече върви надолу, и в скоро я завършва в клуба, в който започва, в „Расинг Сантандер“. 

## Кариера в националния отбор
В състава на националния отбор Алонсо дебютира на 25 март 1981 година срещу Англия. Играе в 22 мача, в които вкарва само 1 гол, във вратата на Исландия. Участвал на Европейското първенство по футбол през 1984 , където испанците достигат до финала.

## Успехи
Барселона
- Примера Дивисион (1): 1984/85
- Купа на Kраля (1): 1982/83
- Суперкупа на Испания (1): 1983
- Купа на лигата (2): 1982/83, 1985/86
- Финалист за КЕШ (1): 1985/86  - изгубен от Стяуа (Букурещ)

Расинг (Сантандер)
- Сегунда Дивисион (1): 1990/91[3]

Испания
- Европейско първенство по футбол Вицешампион и сребърен медалист (1): 1984